# Sheykh Valī
Sheykh Valī (persiska: شیخ ولی, شِيخ وَلی) är en ort i Iran.   Den ligger i provinsen Östazarbaijan, i den nordvästra delen av landet, 600 km nordväst om huvudstaden Teheran. Sheykh Valī ligger 1 303 meter över havet och antalet invånare är 763.
Terrängen runt Sheykh Valī är platt åt sydväst, men åt nordost är den kuperad. Trakten runt Sheykh Valī är nära nog obefolkad, med mindre än två invånare per kvadratkilometer. Närmaste större samhälle är Bandar-e Sharafkhāneh, 8,9 km sydost om Sheykh Valī. 